# The Forest Seasons
The Forest Seasons treći je studijski album finskog metal-sastava Wintersun. Diskografska kuća Nuclear Blast objavila ga je 21. srpnja 2017. Sastav je kao nadahnuće za naziv albuma naveo Četiri godišnja doba, koncert za violinu i orkestar talijanskoga skladatelja Antonija Vivaldija.

## O albumu
Sastav je početkom siječnja 2017. potvrdio da je dovršio treći studijski album, ali da nije riječ o nastavku prethodnog albuma Time I. Istog je mjeseca izjavio da naslov albuma glasi The Forest Seasons. Naknadno je objavio omot albuma i popis pjesama. U ožujku je pokrenuo kampanju za skupno financiranje; tom je kampanjom nastojao prikupiti dovoljno novca za gradnju svojega studija, a u zamjenu je prodavao The Forest Package, digitalnu kompilaciju koja sadrži The Forest Seasons, remasterirane inačice prethodnih dvaju albuma skupine i koncertni album Live at Tuska 2013. Traženu svotu od 150 000 € zaradio je u prva dva dana kampanje.

## Popis pjesama
Tekstovi i glazba: Jari Mäenpää. 
| 1.    | »Awaken from the Dark Slumber (Spring) ↓f1« | 14:40 |
| 2.    | »The Forest That Weeps (Summer)«            | 12:18 |
| 3.    | »Eternal Darkness (Autumn) ↓f2«             | 14:08 |
| 4.    | »Loneliness (Winter)«                       | 12:54 |
| 54:00 |                                             |       |

## Recenzije
| Recenzije               | Recenzije |
| Izvor                   | Ocjena    |
| ----------------------- | --------- |
| Angry Metal Guy         | 2,5/5     |
| BraveWords              | 8/10      |
| Distorted Sound         | 9/10      |
| Metal.de                | 7/10      |
| Metal Hammer            | [ 12 ]    |
| Metal Hammer (Njemačka) | 6/7       |
| Metal Injection         | 6/10      |
| Perun.hr                | 7,5/10    |
| Sputnikmusic            | 2/5       |

Dobio je uglavnom pozitivne kritike. U osvrtu za časopis Distorted Sound Elliot Leaver dao mu je devet bodova od njih deset napisavši: „Ovakvi albumi izlaze jednom u sto godina zato što sastav mora toliko toga odraditi dobro da bi [album] tekao te da bi očuvao i interes slušatelja i energiju u tako brzu ritmu. W[intersun]u je to potpuno pošlo za rukom[.]” Nick Balazs dao mu je osam bodova od njih deset u recenziji za BraveWords i napisao je da „tjera na mahanje glavom”, da je „najizravniji i najmanje tehnički zahtjevan Wintersunov album” i da „označava korak unaprijed u odnosu na Time I”. U recenziji za Metal Hammer Dayal Patterson dao mu je četiri zvjezdice od njih pet zaključivši da je to „vrsno djelo” koje je „žešće i manje nakićeno” od prethodnog albuma. Darjan Koprivnikar dao mu je 7,5 boda od njih deset u osvrtu za Perun.hr i izjavio je da „popunjava prazninu za koju su obožavatelji bivali zakinuti zadnjih desetak godina” i da je bolji od albuma Time I, ali ne i od debitantskog albuma.
Metal Injection zaključio je kako je riječ o „ispodprosječnu albumu koji je nastao tek tako da privuče najodanije obožavatelje skupine i prikupi hrpu novca kako bi se u budućnosti mogao snimiti mnogo bolji album” i dao mu je šest bodova od njih deset. Angry Metal Guy pohvalio je pjesme „The Forest That Weeps (Summer)” i „Loneliness (Winter)” proglasivši prvu „najveličanstvenijom” pjesmom na albumu, a nazvavši drugu „hladnom, mračnom, sumornom i prelijepom”, no uratku je na kraju dao dva i pol boda od njih pet napisavši da je album „dojmljivo napisan, dotjeran i miksan”, ali da „jednostavno nije vrijedan sveg tog podizanja prašine”. Sputnikmusic mu je dao dva boda od njih pet izjavivši da je skupina, „nastojeći iznjedriti veličanstvenu metal-simfoniju, na kraju stvorila običan simfonijski metal koji se lako zaboravlja”.

## Zasluge
| Wintersun - Jari Mäenpää − vokal; zborski vokali (na pjesmi „Awaken from the Dark Slumber (Spring)”); gitara, bubnjevi, bas-gitara, sintesajzer, semplovi, orkestracija; produkcija, aranžmani, inženjer zvuka, snimanje, miksanje, mastering, omot albuma, fotografija - Jukka Koskinen – zborski vokal (na 1. i 2. pjesmi); dodatni grubi vokali - Teemu Mäntysaari – zborski vokal (na 1. i 2. pjesmi); dodatni grubi vokali Ostalo osoblje - Gyula Havancsák – omot albuma - Ritual – logotip | Dodatni glazbenici - Heri Joensen – zborski vokali (na pjesmi „The Forest That Weeps (Summer)”) - Markus Toivonen – zborski vokali (na pjesmi „The Forest That Weeps (Summer)”) - Jukka-Pekka Miettinen – zborski vokali (na pjesmi „The Forest That Weeps (Summer)”) - Mathias Nygård – zborski vokali (na pjesmi „The Forest That Weeps (Summer)”) - Olli Vänskä – zborski vokali (na pjesmi „The Forest That Weeps (Summer)”) - Perttu Vänskä – zborski vokali (na pjesmi „The Forest That Weeps (Summer)”) - Jussi Wickström – zborski vokali (na pjesmi „The Forest That Weeps (Summer)”) - Kasper Mårtenson – zborski vokali (na pjesmi „The Forest That Weeps (Summer)”) - Jesper Anastasiadis – zborski vokali (na pjesmi „The Forest That Weeps (Summer)”) - Aleksi Sihvonen – zborski vokali (na pjesmi „The Forest That Weeps (Summer)”) - Daniel Freyberg – zborski vokali (na pjesmi „The Forest That Weeps (Summer)”) - Micko Hell – zborski vokali (na pjesmi „The Forest That Weeps (Summer)”) - Mikko Salovaara – zborski vokali (na pjesmi „The Forest That Weeps (Summer)”) - Mitja Harvilahti – zborski vokali (na pjesmi „The Forest That Weeps (Summer)”) |

## Ljestvice
| Ljestvica                                           | Najviša pozicija |
| --------------------------------------------------- | ---------------- |
| Austrija                                            | 20.              |
| Belgija (Flandrija)                                 | 124.             |
| Belgija (Valonija)                                  | 170.             |
| Finska                                              | 1.               |
| Nizozemska                                          | 156.             |
| Njemačka                                            | 14.              |
| Švicarska                                           | 16.              |
| Ujedinjeno Kraljevstvo (Independent Album Breakers) | 4.               |
| Ujedinjeno Kraljevstvo (Independent Albums)         | 16.              |
| Ujedinjeno Kraljevstvo (Physical Albums)            | 96.              |
| Ujedinjeno Kraljevstvo (Rock & Metal Albums)        | 18.              |

## Fusnote
1. ↑f1 Pjesma „Awaken from the Dark Slumber (Spring)” podijeljena je na dva dijela: „The Dark Slumber” i „The Awakening”.
2. ↑f2 Pjesma „Eternal Darkness (Autumn)” podijeljena je na četiri dijela: „Haunting Darkness”, „The Call of the Dark Dream”, „Beyond the Infinite Universe” i „Death”.